# Osiek (Trzebnica)
Pour les articles homonymes, voir Osiek.
Osiek est une localité polonaise de la gmina de Żmigród, située dans le powiat de Trzebnica en voïvodie de Basse-Silésie.